# Jacques Fournier (poète)
Pour les articles homonymes, voir Jacques Fournier et Fournier.
Jacques Fournier est un poète français né en 1959 à Rennes.

## Biographie
Après une licence de lettres modernes, il a été instituteur de 1983 à 2002. En 1993, il crée et anime la revue poétique trimestrielle Décol', revue de poésie à l'usage des enfants.
Depuis 1994, il est aussi corresponsable avec Danielle Bouchery de l'Épi de Seigle (édition de poésie contemporaine, lectures poétiques dans le Pays d'Auge).
Depuis 2002, il devient directeur de la Maison de la Poésie de Saint-Quentin-en-Yvelines (Yvelines) et directeur de la rédaction de la revue « Ici & Là. »
Il est le père du photographe Nathanaël Fournier, cofondateur du collectif Razzia, et de Babé, cofondatrice de la micro maison d'édition La Camaraderie.